# Prosopocoilus serricornis
Prosopocoilus serricornis là một loài bọ cánh cứng trong họ Lucanidae. Loài này được Latreille mô tả khoa học năm 1817.